# Porphyrkuppen westlich Landsberg
Die Porphyrkuppen westlich Landsberg sind ein FFH-Gebiet in der Stadt Landsberg im Saalekreis in Sachsen-Anhalt.

## Allgemeines
Das FFH-Gebiet ist circa 54 Hektar groß (beim Bundesamt für Naturschutz ist die Größe mit 52 Hektar angegeben). Es überlagert sich mit dem Landschaftsschutzgebiet „Porphyrkuppenlandschaft bei Landsberg“ und umfasst die Naturdenkmale „Spitzberg bei Landsberg“ und „Gletscherschliffe und Trockenrasen am Pfarrberg“. Es ist durch die Landesverordnung zur Unterschutzstellung der Natura 2000-Gebiete im Land Sachsen-Anhalt (N2000-LVO LSA) seit dem 21. Dezember 2018 rechtlich gesichert. Zuständige untere Naturschutzbehörde ist der Saalekreis.

## Beschreibung
Das aus zwei Teilflächen bestehende FFH-Gebiet liegt nordöstlich von Halle (Saale). Es umfasst drei Porphyrkuppen, die teilweise bewaldet sind. An allen drei Kuppen kommen aber auch Trocken- und Halbtrockenrasen mit Furchenschwingel, Rotstraußgras, Kleinem Schillergras, Feldhainsimse, Zwiebelrispengras, Echtem Wiesenhafer, Hügelmeier, Rispenflockenblume, Kartäusernelke, Frühlingsfingerkraut, Gemeiner Grasnelke, Kriechender Hauhechel, Knolligem Hahnenfuß, Wiesensalbei und Gelber Skabiose vor. Weiterhin siedelt hier das Kleine Knabenkraut. Die Halbtrockenrasen verbuschen zunehmend. Kleinflächig sind vergraste Heiden mit Besenheide, Zypressenwolfsmilch, Dreizahn und Gewöhnlichem Kreuzblümchen ausgebildet.
Auf anstehendem Porphyrgestein, Felsbänken und Abbruchkanten siedeln die Moose Polytrichum piliferum und Ceratodon purpureus sowie Flechten der Gattungen Lecanora und Cetraria sowie Frühlingsspark, Dunkles Hornkraut, Triftenknäuel, Dreiteiliger Ehrenpreis, Feldehrenpreis, Frühlingshungerblümchen, Doldenspurre, Furchen-, Schaf- und Blauschwingel, Zypressenwolfsmilch, Kleines Habichtskraut und Feldbeifuß.
Am Spitzberg und am Gützer Berg befinden sich Stillgewässer in ehemaligen Steinbrüchen. Das FFH-Gebiet beherbergt individuenreiche Vorkommen der Zauneidechse.
Der östliche Teilbereich des FFH-Gebietes wird von der Bahnstrecke Berlin–Halle sowie zwei Straßen gequert.